# Valpalmas
Valpalmas là một đô thị ở tỉnh Zaragoza, Aragon, Tây Ban Nha. Theo điều tra dân số 2004 của Viện thống kê Tây Ban Nha (INE), đô thị này có dân số là 168 người. Diện tích đô thị này là 39 ki-lô-mét vuông.Đô thị này nằm ở độ cao 793 m trên mực nước biển, cách tỉnh lỵ 70 km.

## Biến động dân số
Dữ liệu dân số Valpalmas giai đoạn 1842 và 2001:
| Biến động dân số của Valpalmas từ năm 1842 đến năm 2001 |      |      |      |      |      |      |      |      |      |      |      |      |      |  |      |
| 1842                                                    | 1877 | 1887 | 1897 | 1900 | 1910 | 1920 | 1930 | 1940 | 1950 | 1960 | 1970 | 1981 | 1991 |  | 2001 |
| 238                                                     | 431  | 446  | 381  | 415  | 436  | 501  | 521  | 564  | 514  | 466  | 334  | 276  | 234  |  | 176  |